# Rhipidia huachucensis
Rhipidia huachucensis là một loài ruồi trong họ Limoniidae. Chúng phân bố ở miền Tân bắc.